# معجم الأمكنة الوارد ذكرها في القرآن الكريم
معجم الأمكنة الوارد ذكرها في القرآن الكريم هو كتاب معجمي جغرافي عن الأماكن القرانية، ألفه المؤرخ سعد بن جنيدل.

## أهمية الكتاب
يعد الكتاب معجم الأمكنة الأول من نوعه في مجال جغرافية أماكن ذكرت في القران الكريم، إذ لم يسبق لأحد أن ألف نظيرا له، فهو شامل لجميع المواقع والأماكن التي ذكرها القران والتي تتوزع على مساحات واسعة من الجزيرة العربية وخارجها، وق اعتنى المؤلف ابن جنيد بمادة هذا المعجم اعتناء كبيرا جعل هذا العمل البحثي في مجال أماكن القران ميسرا وسهلا ليساعد الباحثين والدارسين في مجمل بحوثهم.

## منهج المؤلف في تأليف الكتاب
رتبت ابن جنيدل مواد كتابه معجم الأمكنة وأسماء الأمكنة فيه بطريقة هجائية توافق مع طرق المعاجم الجغرافية القديمة مثل : معجم البلدان لياقوت الحموي، معجم ما استُعجِم لأبو عبيد البكري، وقد اختار ابن جنيدل مراجع هذا الكتاب من الكتب الموثقة القديم منها والحديث، واستعان بالعديد من البحوث التي لها صلة في هذه الأماكن، ولم يغفل أي من الكتب ذات الأهمية والحضور في الحياة العلمية ككتب التفسير والحديث والسير والجغرافيا واللغة والأطالس الجغرافية والخرائط.

## محتوى الكتاب
بدأ ابن جنيدل كتابه بمقدمة إيضاحية تحدث فيها عن أسباب إصداره لهذا المعجم، وتدث في المقدمة أيضا عن مصادره ومراجعه وأبرز نقاط البحث التي اعتمد عليها في جمعه لهذه المادة العلمية، ولم يغفل ذكر بعض القضايا التي اعترضت طريق هذا العمل وجعلته ينتظر عدة أعوام حتى تم إصداره وخروجه إلى القارئ بشكل علمي مدروس، وقد أفرد ابن جنيدل الصفحات الأخيرة من المعجم لاستعراض قائمة المراجع والمصادر التي احتاجها، وتميز في كتابه بتغطيته لمساحة جغرافية هامة وقعت في إطار جزيرة العرب وما حولها حسب ما يرد في النص القرآني، كما يورد ابن جنيدل العديد من المقولات التي وردت على ألسنة الأئمة والباحثين، ويعرض أرجح الآراء وأقواها من حيث السند والتخريج لمثل الأقوال التي تواترت في بعض الكتب والمؤلفات.